# 나우루의 국기

국기의 비율: 1:2

나우루의 국기는 1968년 1월 31일에 제정되었다. 파란색은 태평양을, 노랑은 적도를 의미한다. 하얀색 별은 나우루가 적도 1도에 있다는 것을 의미하며, 12개의 빛은 나우루의 12개의 부족의 단결을 뜻한다.

## 색상
| 색상 | 파랑               | 노랑                 | 하양                  |
| ---- | ------------------ | -------------------- | --------------------- |
| RGB  | 0–43–127 (#002B7F) | 255–198–30 (#FFC61E) | 255–255–255 (#FFFFFF) |

## 과거의 기

독일 제국령 나우루 (1888년 10월 21일 - 1914년 8월 4일)
대영 제국령 나우루 (1914년 8월 4일 - 1921년)
오스트레일리아령 나우루 (1921년 6월 - 1942년 8월)
일본 제국의 나우루 점령 시대 (1942년 8월 26일 - 1945년 9월 13일)
오스트레일리아령 나우루 (1945년 9월 13일 - 1968년 1월 31일)

## 같이 보기
- 나우루의 국장